# Liolaemus ramonensis
Liolaemus ramonensis este o specie de șopârle din genul Liolaemus, familia Tropiduridae, descrisă de Müller și Walter Hellmich în anul 1932. Conform Catalogue of Life specia Liolaemus ramonensis nu are subspecii cunoscute.